# 미분학적 공간
기하학에서, 미분학적 공간(微分學的空間, 영어: diffeological space 디피올로지컬 스페이스[*])은 매끄러운 다양체의 개념의 일반화이다. 미분학적 공간과 매끄러운 다양체 사이의 관계는 위상 공간과 다양체 사이의 관계와 유사하며, 미분학적 공간의 “차원”은 국소적으로 바뀔 수도, 잘 정의되지 않을 수도 있다.

## 정의
집합 {\displaystyle X} 위의 미분학적 구조(微分學的構造, 영어: diffeology 디피올로지[*]) {\displaystyle {\mathcal {D}}=\{(n_{i},U_{i},f_{i})\}_{i\in I}}는 다음과 같은 꼴의 순서쌍들의 집합이다.
- {\displaystyle (n,U,f)}에서, {\displaystyle n\in \mathbb {N} }은 자연수이며, {\displaystyle U\subseteq \mathbb {R} ^{n}}는 {\displaystyle n}차원 유클리드 공간의 열린집합이며, {\displaystyle f\colon U\to X}는 함수이다.

이는 다음 조건들을 만족시켜야 한다.
- 임의의 유클리드 공간 {\displaystyle \mathbb {R} ^{n}}의 열린집합 {\displaystyle U\subseteq \mathbb {R} ^{n}} 및 임의의 원소 {\displaystyle x\in X}에 대하여, {\displaystyle x} 값의 상수 함수 {\displaystyle (n,U,f\colon U\to X)}는 {\displaystyle {\mathcal {D}}}의 원소이다.
- 임의의 유클리드 공간 {\displaystyle \mathbb {R} ^{n}}의 열린집합 {\displaystyle U\subseteq \mathbb {R} ^{n}} 및 임의의 함수 {\displaystyle f\colon U\to X}에 대하여, 만약 다음 조건이 성립한다면, {\displaystyle (n,U,f)\in {\mathcal {D}}}이다.
임의의 {\displaystyle u\in U}에 대하여, {\displaystyle (n,V,f\upharpoonright V)\in {\mathcal {D}}}인 {\displaystyle u}의 열린 근방 {\displaystyle u\in V\subseteq U}가 존재한다.
- 임의의 {\displaystyle (n,U,f)\in {\mathcal {D}}} 및 임의의 {\displaystyle V\subseteq \mathbb {R} ^{m}} 및 임의의 매끄러운 함수 {\displaystyle \phi \colon V\to U}에 대하여, {\displaystyle (m,V,f\circ \phi )\in {\mathcal {D}}}이다.

미분학적 구조를 갖춘 집합을 미분학적 공간이라고 한다.
두 미분학적 공간 {\displaystyle (X,{\mathcal {D}})}, {\displaystyle (Y,{\mathcal {E}})} 사이의 매끄러운 함수 {\displaystyle \phi \colon X\to Y}는 다음 조건을 만족시키는 함수이다.
- 임의의 {\displaystyle (n,U,f)\in {\mathcal {D}}}에 대하여, {\displaystyle (n,U,\phi \circ f)\in {\mathcal {E}}}이다.

이를 통해 미분학적 공간의 범주를 정의할 수 있다.

## 성질
미분학적 공간 {\displaystyle (X,{\mathcal {D}})} 위에는 표준적인 위상을 줄 수 있으며, 이 경우 집합이 열린집합일 필요 충분 조건은 다음과 같다.
{\displaystyle B\in \operatorname {Open} (X)\iff \forall (n,U,f)\in {\mathcal {D}}\colon f^{-1}(B)\in \operatorname {Open} (\mathbb {R} ^{n})}
여기서 {\displaystyle \operatorname {Open} (\mathbb {R} ^{n})}은 {\displaystyle \mathbb {R} ^{n}}의 열린집합들의 집합이다. 즉, 이 위상은 모든 함수 {\displaystyle f}들의 연속 함수가 되는 가장 섬세한 위상이다.
미분학적 공간의 범주는 준토포스를 이룬다.

## 연산
미분학적 공간의 부분 집합은 표준적으로 미분학적 공간을 이룬다.
미분학적 공간의 몫집합은 표준적으로 미분학적 공간을 이룬다.

## 예
모든 {\displaystyle n}차원 매끄러운 다양체 {\displaystyle M}은 미분학적 공간이다. 이 경우 미분학적 구조는 {\displaystyle \mathbb {R} ^{n}}의 열린집합에서 {\displaystyle M}으로 가는 모든 매끄러운 함수들의 집합이다. 보다 일반적으로, 모든 프레셰 다양체는 미분학적 공간이다.
1차원 유클리드 공간 {\displaystyle \mathbb {R} }의 몫
{\displaystyle {\frac {\mathbb {R} }{\mathbb {Z} +\alpha \mathbb {Z} }}}
을 생각하자. 이는 미분학적 공간의 몫이므로 미분학적 공간을 이룬다. 만약 {\displaystyle \alpha }가 유리수라면 이는 원과 동형이지만, 만약 무리수라면 이는 매끄러운 다양체가 아니다. 이 경우, 이는 위상 공간으로서 비이산 공간이나, 이는 자명하지 않은 미분학적 공간이다.

## 역사

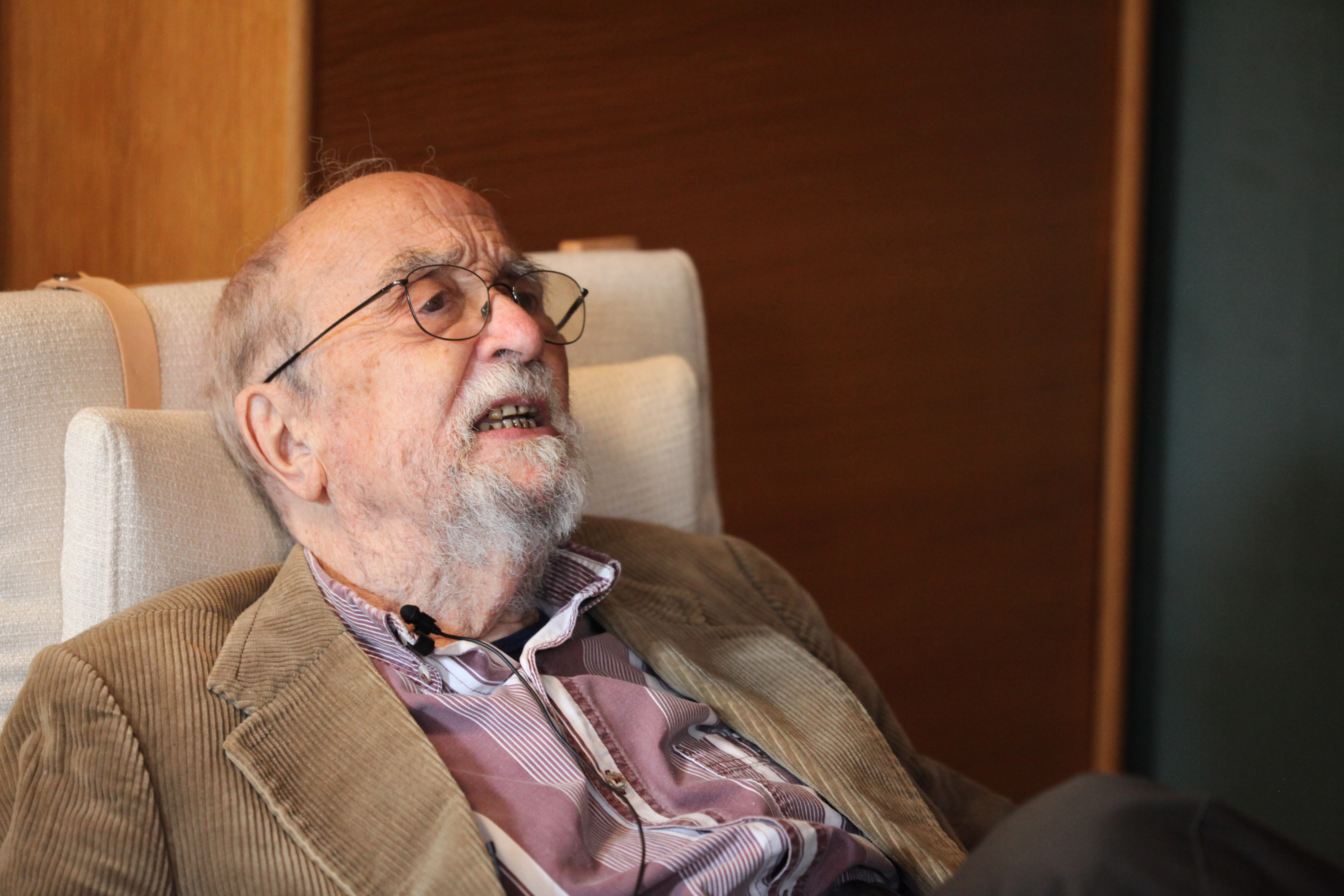
미분학적 공간의 개념을 발견한 장마리 수리오

미분학적 공간의 개념은 장마리 수리오(프랑스어: Jean-Marie Souriau, 1922〜2012)가 1979년에 도입하였다. ‘미분학적 공간’(프랑스어: espace difféologique 에스파스 디페올로지크[*])이라는 이름은 프랑스어: difféomorphisme 디페오모르피즘[*](미분 동형 사상)과 프랑스어: espace topologique 에스파스 토폴로지크[*](위상 공간)의 합성어이다.

## 참고 문헌
1. ↑  Iglesias-Zemmour, Patrick (2013). 《Diffeology》. Mathematical Surveys and Monographs (영어) 185. American Mathematical Society.
2. ↑  Souriau, Jean-Marie (1980). 〈Groupes différentiels〉. 《Differential Geometrical Methods in Mathematical Physics. Proceedings of the Conferences Held at Aix-en-Provence, September 3–7, 1979 and Salamanca, September 10–14, 1979》. Lecture Notes in Mathematics (프랑스어) 836. Springer-Verlag. 91–128쪽. doi:10.1007/BFb0089728.